# Virgen de la Sierra (Villarrubia de los Ojos)
La Virgen de la Sierra se venera en diferentes municipios españoles. Es la patrona de Villarrubia de los Ojos (Ciudad Real), de Moral de Calatrava (Ciudad Real) y de Cabra (Córdoba). Es así mismo, patrona de 18 villas del territorio de la Orden de San Juan de Jerusalén. En la sierra de Villarrubia de los Ojos, a doce kilómetros de distancia se encuentra el Santuario de la Virgen de la Sierra, donde se encuentra la imagen.
A finales de agosto se baja a la Virgen en andas, andando y corriendo, acompañada por la mayoría del pueblo. Suele ser el último domingo de agosto por la tarde (o el anterior, si el último está muy próximo a septiembre y no da tiempo para celebrar las Novenas en honor a la Virgen antes del 8 de septiembre). Tras finalizar la vendimia y empezar las lluvias se sube a la Virgen al santuario. Normalmente será el tercer domingo de noviembre, saliendo del pueblo sobre las 7 de la mañana, y llegando al Santuario donde se celebra una misa sobre las 9 horas.

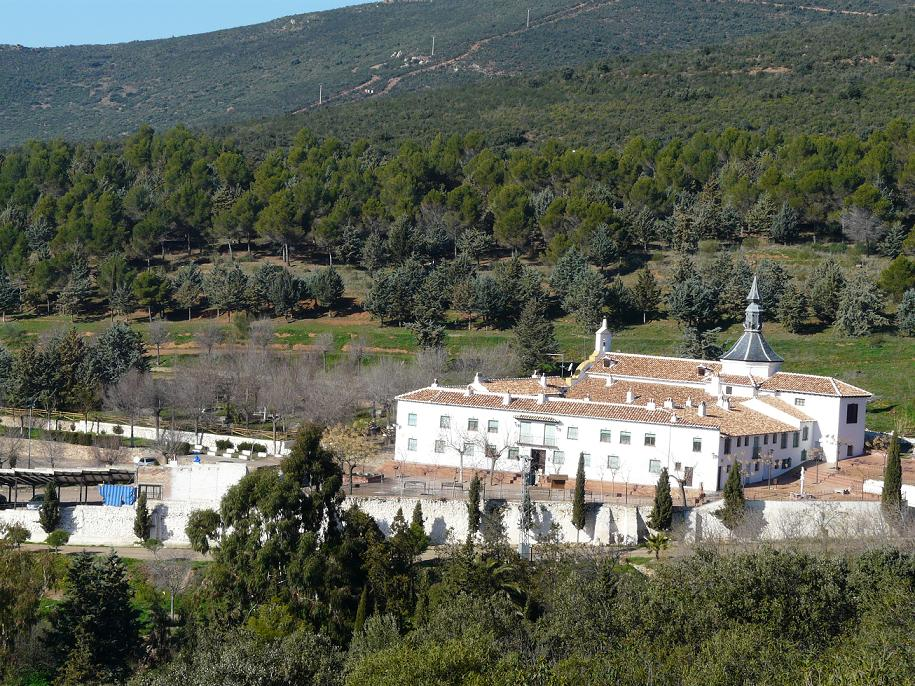
Santuario Virgen de la Sierra

## Origen
Originalmente parece que fue un poblado visigodo. En la zona se han encontrado tumbas y sarcófagos. También parece que existió o que fue una necrópolis musulmana. En el s. VI el papa Gregorio I donó la imagen de la Virgen de la Sierra. Hacia el 711, con la llegada de los árabes a España la imagen es escondida en un árbol, sacándola posteriormente en tiempos de paz.
La primitiva imagen fue quemada en la Guerra Civil, periodo en el que se produjo una persecución de la religión católica, dentro de la que se enmarcó la destrucción de  casi la totalidad del patrimonio artístico religioso de la localidad, . Con excepciones que debemos agradecer a la devoción y valentía de algunos vecinos del pueblo,  también se tienen conocimiento de gracias a la ocultación por parte de una familia de la localidad se salvo la imagen de la flagelación, que en estos últimos años, ha sido expuesta gracias a dicha familia por parte de la Hermandad de Jesús Nazareno y Santísimo Cristo en la Agonía. De la talla de la imagen solo se recuperaron las manos de la Virgen y la cabeza del niño,. A partir de esas piezas y con la colaboración de un villarrubiero, en 1941 se realizó una réplica de la anterior imagen, que a pesar de tratarse de una virgen en posición sedente que en lo que es simultáneamente trono y cátedra. Sostiene en su regazo a Cristo a modo de trono, subrayando su Maternidad, el Niño  también está coronado como Rey del Universo, es lo que se vino en denominar con el termino griego Theotocos o Theotokos en Griego clásico Θεοτόκος, denominándose más tarde en latín como Deipara o Dei genetrix, manteniéndose Deipara en español, denominación atribuida exclusivamente a la Virgen como Madre de Dios. La catequesis visual era fundamental, en aquellos siglos la mayor parte de la población no sabía leer ni escribir. Permanece vestida con un manto, tradición muy antigua. Tras las fiestas celebradas en su honor del 8 al 12 de septiembre, se expone la imagen sin su manto, para la veneración y conocimiento de la talla por parte de los fieles. Si alguien está interesado en conocer más sobre la representación de la imagen de la Virgen desde un punto de visto histórico y artístico puede consultar en: https://www.amigosdelromanico.org/conocer-arte-romanico/dearteromanico/dar_48_theotokos.html .

## Visitas
El santuario se puede visitar cualquier día, dependiendo el horario si es verano o invierno. Como norma, podríamos decirse que se encuentra abierto mientras hay luz solar. En su patio, adornado por multitud de plantas y un pozo, se celebran de vez en cuando algún evento cultural. Por dentro de la iglesia, existe un pequeño museo que se puede visitar los sábados y domingos por la tarde.

## Fiestas
El Día de la Virgen de la Sierra es el ocho de septiembre, día en el que la Iglesia Universal celebra la Natividad de Nuestra Señora. Se celebran solemnes función religiosa y procesión.  romerías Hay dos en el Santuario, una el Lunes de Resurrección, enmarcada en la tradición muy extendida de la celebración del Lunes de Pascua o de Resurrección en diversos y numerosos puntos de la geografría española, Tierra de María,  y otra el tercer domingo de mayo, con la intención de realzar aún más el mes de María, se celebró por primera vez en el año 1968.

## Antropónimo
El nombre femenino de María de la Sierra es muy frecuente en Villarrubia de los Ojos. Se suele usar más Marisierra, Marisi, Sisi  y últimamente también se escucha Sierra.